# Nick Golüke
Nick Golüke (* 6. Juli 1973 in Darmstadt) ist ein deutscher Dokumentarfilmer, Journalist, Reporter, Regisseur und Filmproduzent sowie Geschäftsführer der im Jahr 2011 gegründeten Nglow Film and New Media mit Sitz in München.

## Leben
Nick Golükes journalistische Karriere begann bereits zu Schulzeiten an der Georg-Büchner-Schule Darmstadt als freier Autor für das Darmstädter Echo und als Mitarbeiter bei Hit Radio FFH. Er studierte Politikwissenschaften an der Ludwig-Maximilians-Universität München. Nach einem Praktikum beim Magazin Focus arbeitete Golüke Mitte der 1990er Jahre beim Deutschen Sportfernsehen (DSF). Ab 1997 war er Freier Fernsehautor, Reporter, Redakteur sowie Regisseur in der Sportredaktion des Bayerischen Rundfunks (BR). Seitdem berichtete Golüke für den BR und Das Erste über die Fußball-Bundesliga, von Weltmeisterschaften und Olympischen Spielen. Nach dem WM-Relegationsspiel Türkei – Schweiz im Jahr 2005 wurde Golüke für seine Berichterstattung als Live-Reporter der ARD für den Deutschen Fernsehpreis vorgeschlagen. Sein 2008 geführtes Interview mit Uli Hoeneß anlässlich einer finanziellen „Rettungsaktion“ des Vereins SV Darmstadt 98 erregte große Aufmerksamkeit in der Öffentlichkeit. Golüke war zudem als BBC-Reporter und Liveregisseur des NDR tätig. 2011 gründete er die Produktionsfirma Nglow Film and New Media, einen internationalen Mediendienstleister mit Schwerpunkt auf Fernseh- und Filmproduktionen mit Themen und Dokumentationen aus den Bereichen Gesellschaft, Zeitgeschehen, Kultur und Wissenschaft sowie Politik. Er engagiert sich zudem in seinen Hilfsprojekten Future4Nepal und Water & Energy 4U für die Menschen in Nepal und in der Ukraine.
Nick Golüke ist verheiratet, Vater von zwei Kindern und lebt in München.

## Filmografie (Auswahl)
- 2005: Die Strippenzieher – Die Macher der Fußball-WM 2006 (ARD)
- 2010: Uli Hoeneß – Attacke mit Herz (ARD)
- 2011: Lira Bajramaj – Vom Flüchtlingskind zur Weltmeisterin (ARD)
- 2013: Anni Friesinger – Wenn das Eis bricht. (ARD, BR)
- 2014: Kurt Landauer – gefeiert, verbannt, vergessen. (ARD, BR)
- 2014: 90 Minuten sind kein Leben – Eine Bilanz fünf Jahre nach dem Tod von Robert Enke. (ARD, BR)
- 2015: Die Seele der Sieger – Was Anna Fenninger und Marcel Hirscher so erfolgreich macht. (ServusTV)
- 2016: Olympia 36 – Die vergessenen Spiele von Garmisch. (ARD, BR)
- 2016: 24h Bayern – Das Making Of. (BR)
- 2016: Anna Veith – Sturz ins Leben. (Servus TV)
- 2017: Wir sind Bayern – Appetit auf 24h Bayern.[7] (BR)
- 2018: Das Spiel mit der Bombe – Nordkoreas Weg zur Atommacht und die internationalen Interessen (ARTE, ARD, BR)[8]
- 2018: Unser Russland. Eine Städtereise mit Udo Lielischkies und Palina Rojinski. 4 Folgen. (ARD, SWR)[9]
- 2019: Das Atomwaffen-Kartell. Ende der Abrüstung? (ARD, WDR)[10]
- 2019: Alte Bündnisse – neue Bedrohungen? (ZDF)[11]
- 2019: Die Macht des Drachen - Chinas globale Militärstrategie (ZDF)[12]
- 2020: Mangelware Medizin ? Corona, China und der Arzneimittelmarkt (ZDF), Co-Autor, Produzent.[13]
- 2020: Wo sind die neuen Klopps? Ein Film von Nick Golüke und Jessy Wellmer (ARD)[14]
- 2020: ZDF 37 Grad: Jetzt bestimme ich! Generationswechsel im Familienbetrieb.[15]
- 2020: Geheimnisvolles Tokio. 2 Folgen, 90 Minuten. (ARD)[16]
- 2021: Fußball verbindet !? Eine Reise durch Europa vor der EM (ZDF)[17]
- 2022: Das Spiel mit dem Feuer. Wer braucht noch dieses Olympia? (ARD)[18]
- 2022: Thomas Hitzlsperger. Katar - Warum nur? (ARD)[19]

## Auszeichnungen
- Bayerischer Sportpreis 2015 in der Kategorie „Herausragende Präsentation des Sports“[20] für die Dokumentation Kurt Landauer – gefeiert, verbannt, vergessen.